# Gérson da Silva
Gérson, właśc. Gérson da Silva (ur. 23 września 1965 w Santosie, zm. 16 września 1994 w Guarui) – piłkarz brazylijski, występujący podczas kariery na pozycji napastnika.

## Kariera klubowa
Karierę piłkarską Gérson rozpoczął w klubie Santosie FC w 1983. W lidze brazylijskiej zadebiutował 6 marca 1983 w zremisowanym 1-1 meczu z Moto Club São Luís. Potem występował w Guarani FC, ponownie Santosie i Pauliście Jundiaí.
W latach 1988–1991 Gérson był zawodnikiem Clube Atlético Mineiro. Z Galo dwukrotnie zdobył mistrzostwo stanu Minas Gerais – Campeonato Mineiro w 1989 i 1991. Indywidualnie Gérson był królem strzelców ligi stanowej w 1990 (19 bramek).
Ostatnim klubem w jego karierze był Internacional Porto Alegre. Z Internacionalem zdobył Copa do Brasil oraz mistrzostwo stanu Rio Grande do Sul – Campeonato Gaúcho w 1992. W barwach Internacionalu 31 maja 1992 w przegranym 0-2 meczu z CR Flamengo Gérson wystąpił po raz ostatni w lidze brazylijskiej. Ogółem w latach 1983–1992 wystąpił w lidze w 96 meczach, w których strzelił 33 bramki.

## Kariera reprezentacyjna
W reprezentacji Brazylii Gérson zadebiutował 16 czerwca 1989 w przegranym 1-2 meczu z reprezentacją Szwecji podczas Turnieju Duńskiego. Ostatni raz w reprezentacji Gérson wystąpił 13 grudnia 1990 w zremisowanym 0-0 towarzyskim meczu z reprezentacją Meksyku.
| Mecze i gole w reprezentacji | Mecze i gole w reprezentacji | Mecze i gole w reprezentacji | Mecze i gole w reprezentacji | Mecze i gole w reprezentacji | Mecze i gole w reprezentacji | Mecze i gole w reprezentacji |
| #                            | Data                         | Miasto                       | Przeciwnik                   | Gol                          | Wynik                        | Rozgrywki                    |
| ---------------------------- | ---------------------------- | ---------------------------- | ---------------------------- | ---------------------------- | ---------------------------- | ---------------------------- |
| 1.                           | 16.06.1989                   | Kopenhaga                    | Szwecja                      |                              | 1:2                          | Turniej Duński               |
| 2.                           | 18.06.1989                   | Kopenhaga                    | Dania                        |                              | 0:4                          | Turniej Duński               |
| 3.                           | 21.06.1989                   | Bazylea                      | Szwajcaria                   |                              | 0:1                          | towarzyski                   |
| N1.                          | 22.06.1989                   | Monza                        | A.C. Milan                   |                              | 0:0                          | towarzyski                   |
| 4.                           | 13.12.1990                   | Los Angeles                  | Meksyk                       |                              | 0:0                          | towarzyski                   |

## Śmierć
Gérson zmarł przedwcześnie 16 września 1994 na skutek toksoplazmozy. Według ówczesnego dyrektora Internacionalu u Gérsona wykrtyto Wirus HIV, czemu jego rodzina zaprzeczyła.